# Lithosiina
Lithosiina — підтриба метеликів підродини ведмедиць (Arctiidae) родини еребід (Erebidae).

## Роди
Agylla — Apaidia — Asiapistosia — Atolmis — Blaviodes — Brunia — Bucsekia — Calamidia — Capissa — Chrysoscota — Collita — Crambidia — Cybosia — Danielithosia — Denteilema — Dolgoma — Eilema — Gampola — Gandhara — Gardinia — Ghoria — Gnamptonychia — Graphiosa — Hesudra — Hyposhada — Inopsis — Katha — Lambula — Lambulodes — Lithosia — Macotasa — Macrobrochis — Manulea — Microlithosia — Monosyntaxis — Muscula — Neosyntaxis — Nishada — Oeonistis — Oeonosia — Palaeosia — Papuasyntaxis — Paraona — Pelosia — Planovalvata — Poliosia — Prabhasa — Pseudoscaptia — Scoliacma — Scoliosia — Semicalamidia — Sozusa — Striosia — Tarika — Teratopora — Teulisna — Tigrioides — Tylanthes — Wittia — Zadadra — Zobida